# Der Läufer (Varotsos)

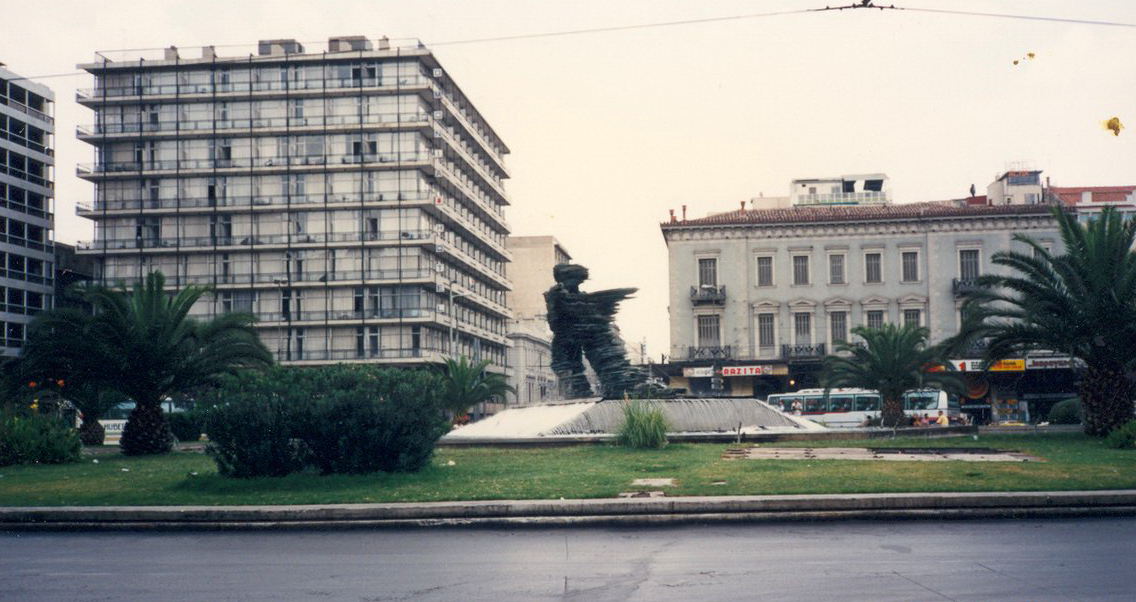
Skulptur Der Läufer auf dem Omonia-Platz

Der Läufer (griechisch Ο Δρομέας) ist eine aus Glas und Eisen geschaffene Plastik des Bildhauers Costas Varotsos. Die zwölf Meter hohe Figur steht im Stadtzentrum von Athen.

## Geschichte und Beschreibung
Die Plastik Der Läufer entstand ursprünglich 1988 im Rahmen der vierwöchigen Kunstaktion Dromena, die der Athener Bürgermeister Miltiadis Evert und der stellvertretender Bürgermeister für kulturelle Angelegenheiten Stavros Xarchakos ins Leben gerufen hatten. Hierbei sollten an verschiedenen Orten der Stadt temporär aufgestellte Kunstwerke die Auseinandersetzung mit moderner Kunst fördern. Für die Plastik Der Läufer fiel die Wahl des Standorts auf eine Fläche in einer Brunnenanlage auf dem Omonia-Platz im Zentrum Athens. Die Idee von Varotsos war es, einen unbekannten Passanten in Bewegung zu zeigen, wie er für das geschäftige Treiben des Platzes typisch sei. Wie schon bei früheren Arbeiten des Künstlers ist Glas das dominierende Material der anthropomorphen Figur. Er schichtete zahlreiche Glasplatten so übereinander, dass der sich daraus ergebene Stapel die Umrisse eines Menschen andeutet. Zur Stabilität der schweren Platten dient im Inneren der Figur eine komplexe Eisenkonstruktion. Obwohl die Plastik aufgrund der modernen Form zunächst teilweise umstritten war, gelang es – auch mit Unterstützung der griechischen Kulturministerin Melina Merkouri – den dauerhafter Verbleib zu sichern. Dies änderte sich 1993, als die Plastik wegen des Baus der neuen U-Bahn-Station am Omonia-Platz abgetragen werden musste. Dabei kam es zur Zerstörung der Glasplatten. Varotsos gestaltete eine neue Plastik von 12 m Höhe, die im Mai 1994 mit neuen Glasplatten ein zweites Mal errichtet wurde. Standort ist seither die Platía tis Megális tou Génous Scholís (Πλατεία της Μεγάλης του Γένους Σχολής ‚Platz der Großen Schule der Nation‘) am Schnittpunkt der Straßen Leoforos Vasilissis Sofias und Leoforos Vasileos Konstandinou. In Blickweite findet sich die Nationalgalerie. 2019 schlug die Kulturministerin Myrsini Zorba nach Presseberichten angeblich vor, die Plastik Der Läufer gegen das Reiterstandbild Alexanders des Großen in Skopje (Nordmazedonien) zu tauschen. Varotsos, der die Urheberrechte an der Plastik Der Läufer besitzt, lehnte den Vorschlag jedoch ab. Die Ministerin dementierte später, den Vorschlag zum Tausch der Kunstwerke gemacht zu haben, sodass Der Läufer weiterhin in Athen steht.